# Andé
Andé é uma comuna francesa na região administrativa da Normandia, no departamento de Eure. Estende-se por uma área de 5,31 km². Em 2010 a comuna tinha 1 333 habitantes (densidade: 251 hab./km²).